# Pierre Charron

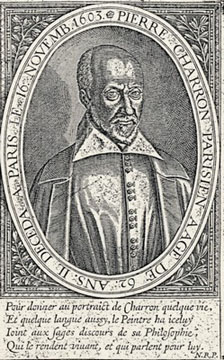
Pierre Charron

Pierre Charron (ur. 1541 w Paryżu, zm. 16 listopada 1603) – francuski teolog rzymskokatolicki i filozof katolicki; główny twórca nowej myśli XVII wieku. Przedstawiał kontrowersyjne formy sceptycyzmu i oddzielania etyki od religii jako niezależnej dyscypliny filozoficznej. 

## Życiorys
Pierre Charron studiował prawo w Paryżu. Po studiach zajął się teologią i został kaznodzieją Małgorzaty Walezjuszki. Był kaznodzieją w kilku diecezjach, a w 1589 roku jako kanonik w Bordeaux starał się przejść na emeryturę do klasztoru. Z powodu wieku odmówiono mu przyjęcia. W tym samym roku poznał francuskiego eseistę Michela de Montaigne, którego został bliskim przyjacielem i uczniem. Dzięki jego naukom Pierre Charron rozwinął koncepcje sceptycyzmu, łącząc ją z tradycyjnym rzymskim katolicyzmem. Swoje koncepcje zawarł w dwóch dziełach, Les Trois Vérités (1593; Trzy prawdy) i De la sagesse (1601; O mądrości). W pierwszym z nich, który miał być traktatem kontrreformacyjnym przeciwko zreformowanej teologii Jana Kalwina, Charron twierdził, że natura i istnienie Boga są niepoznawalne z powodu nieskończoności Boga i słabości człowieka. Twierdził, że wiara, a nie rozum, jest niezbędna do przyjęcia chrześcijaństwa i tylko autorytet tradycyjnego Kościoła rzymskokatolickiego może nadrobić ludzkie słabości nieodłącznie związane z próbami poznania Boga przez reformatora.